# Dancehall
El dancehall es un género tradicional de música popular jamaicana que se originó a mediados de la década de los años setenta. Inicialmente, el dancehall era una versión del reggae llena de "espacio", a diferencia del estilo roots, dominante en la escena musical de la isla. Hacia mediados de los años 1980, la instrumentación digital se hizo dominante, cambiando el sonido considerablemente, caracterizándose el dancehall (o "ragga") por ritmos cada vez más rápidos. A mediados de los años 1990, con el ascenso de varios artistas de dancehall ligados a BoboShanti como Sizzla y Capleton, se desarrolló una poderosa conexión entre el dancehall y la cultura Rastafari.
La música dancehall ha sido criticada por organizaciones internacionales y diferentes personalidades por sus letras violentas, aunque la temática lírica del dancehall va más allá de la violencia.

## Historia
El dancehall debe su nombre a los dance halls (en castellano, "sala de baile") habituales en Jamaica, donde la música popular jamaiquina era reproducida por los sound systems locales. Éstos surgieron a principios de la década de 1980 en sectores populares de diferentes barrios de Kingston, en que las personas carecían de medios para acudir a las salas de las zonas acomodadas de la ciudad. Los cambios sociales y políticos de finales de los años 1980 en Jamaica se reflejaron en el desplazamiento musical desde el roots reggae con una clara vocación internacional hacia un estilo más enfocado hacia el consumo local, y en línea con la música que los jamaicanos experimentaban cuando los sound systems tocaban en directo. Cuando el gobierno socialista de Michael Manley fue reemplazado por el político de derecha Edward Seaga las temáticas de injusticia social, repatriación y sobre el Movimiento Rastafari fueron sustituidas por letras sobre el baile, la violencia y la sexualidad.
Musicalmente, los antiguos ritmos de finales de los años 1960 fueron reciclados, estando Sugar Minott acreditado como el originador de esta tendencia desde que comenzó a poner sus nuevas letras sobre antiguos ritmos de Studio One en las sesiones de estudio, donde trabajaba como músico de sesión. En la misma época, el productor Don Mais se encontraba reelaborando antiguos ritmos en Channel One Studios, con la banda Roots Radics. Este grupo trabajaría con Henry "Junjo" Lawes en algunas de las primeras grabaciones de dancehall, entre las que estaban aquellas que convirtieron a Barrington Levy, Frankie Paul y Junior Reid en estrellas reggae. Otros cantantes que surgieron en los primeros tiempos del dancehall fueron Don Carlos, Al Campbell y Triston Palmer, al tiempo que otros nombres establecidos como Gregory Isaacs y Bunny Wailer se adaptaron exitosamente.

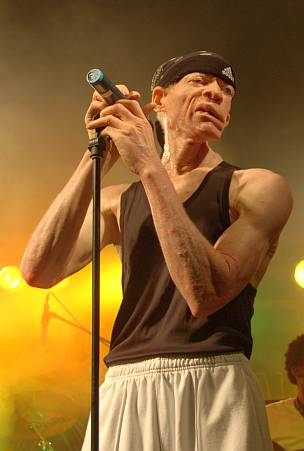
Yellowman es considerado uno de los pioneros y máximos exponentes del del dancehall.

Pronto diferentes sound systems como Killimanjaro, Black Scorpio, Gemini Disco, Virgo Hi-Fi, Volcano Hi-Power y Aces International capitalizaron el nuevo sonido e introdujeron una nueva ola de deejays. Los antiguos toasters fueron reemplazados por nuevas estrellas como Captain Sinbad, Ranking Joe, Clint Eastwood, Lone Ranger, Josey Wales, Charlie Chaplin, General Echo y Yellowman. Este cambio se refleja en el álbum producido en 1981 por Junjo Lawes, A Whole New Generation of DJs, aunque algunos acudieron a U-Roy por inspiración. Los discos de los deejay se hicieron, por primera vez, tan importantes como los discos en los que cantaban cantantes. Otra tendencia que se impuso fue la de los álbumes de sound clash (en castellano, "batallas de sonido"), que mostraban a deejays o sound systems rivales compitiendo cara a cara por la apreciación de una audiencia en directo. Algunas de las casetes underground que se distribuían mostraban además la violencia que en ocasiones se desataba en estas competiciones.
Dos de las estrellas deejay de la primera era del dancehall, Yellowman y Eek-a-Mouse, escogieron el humor y no la violencia. Yellowman se convirtió en el primer deejay jamaicano en firmar por una compañía discográfica importante estadounidense, y durante un tiempo disfrutó de un reconocimiento en Jamaica que rivalizaba con el de Bob Marley. Los primeros años 1980 vieron también surgir diferentes deejays femeninas en la música dancehall, como Sister Charmaine, Lady G, Lady Junie, Junie Ranks, Lady Saw, Sister Nancy y Shelly Thunder.
El dancehall también trajo toda una nueva generación de productores, como Junjo Lawes, Linval Thompson, Gussie Clarke y Jah Thomas.

### Dancehall y Ragga
El hit "(Under Me) Sleng Teng" publicado en 1985 por King Jammy, de Wayne Smith, con un riddim totalmente digital, provocó una revolución en el dancehall reggae. Muchos acreditan a esta canción como la primera en incluir este tipo de tecnología en el reggae, habiéndose compuesto su ritmo con un teclado Casio MT-40. Sin embargo, esto no es totalmente correcto, desde el momento que existen ejemplos anteriores de producción digital, como el sencillo "Computer Reggae" de George Nooks & The Electrons (Serious Gold) producido por Audrey Johnson en 1983 y "Sensi Addict" (Ujama) de Horace Ferguson producido por Prince Jazzbo en 1984.[cita requerida] El ritmo del "Sleng Teng" fue utilizado en 200 grabaciones posteriores. Este tema, dirigido por el canto del deejay e intensamente sintetizado con acompañamiento musical, se alejaba de la concepción tradicional de la música popular jamaicana.
El poeta dub Mutabaruka dijo, "si el reggae de los años 1970s era rojo, verde y dorado, en la década siguiente eran cadenas de oro". Rápidamente se alejó de la amable cultura y raíces del reggae, y comenzó un importante debate entre los puristas sobre si esa música podía considerarse una extensión del reggae.
Este nuevo cambio en el estilo vio surgir otra generación de artistas, como Buccaneer, Capleton y Shabba Ranks, quien se convirtió en la mayor estrella de ragga en el mundo. Un nuevo grupo de productores también ganó protagonismo, como Philip "Fatis" Burrell, Dave "Rude Boy" Kelly, George Phang, Hugh "Redman" James, Donovan Germain, Bobby Digital, Wycliffe "Steely" Johnson y Cleveland "Clevie" Brown (también conocidos como Steely & Clevie) quienes amenazaron la posición de Sly & Robbie como líderes en la confección de rhythms en Jamaica. Los deejays se centraban cada vez más en la violencia, con Bounty Killer, Mad Cobra, Ninjaman y Buju Banton convirtiéndose en las principales figuras de este subgénero.
Para complementar el duro sonido deejay, surgió un estilo vocal conocido como "sweet sing" (en castellano, "canto dulce") a partir del roots reggae y del R&B. Se caracterizaba por el falsetto y entonación femenina, con proponentes como Pinchers, Cocoa Tea, Sánchez, Admiral Tibet, Frankie Paul, Half Pint, Conroy Smith, Courtney Melody, Carl Meeks y Barrington Levy.
A comienzos de los años 1990s, canciones como "No, No, No" de Dawn Penn, "Mr. Loverman" de Shabba Ranks, "Worker Man" de Patra y "Murder She Wrote" de Chaka Demus and Pliers se convirtieron en los primeros megahits del dancehall en Estados Unidos y en el extranjero. Tanya Stephens dotó de una voz femenina única al género durante los años 1990.
Los primeros años 2000 vieron alcanzar el éxito a toda una nueva ola de grupos y artistas como Elephant Man y Sean Paul.

### Ragga consciente
En 1992, la reacción internacional frente al violento y antihomosexual "Boom Bye-Bye" de Banton, y la realidad de la violencia de la ciudad de Kingston que llevó a la muerte a deejays como Pan Head y Dirtsman, provocó un nuevo cambio, en este caso hacia las temáticas culturales y Rastafari, con varios de los artistas de ragga más duros encontrando la religión, y convirtiéndose la escena de "ragga consciente" en un movimiento cada vez más popular. Una nueva generación de cantantes y deejays emergieron, como Garnett Silk, Rocker T, Tony Rebel, Sánchez, Luciano, Anthony B y Sizzla. Algunos deejays populares, como Buju Banton y Capleton, comenzaron a citar el movimiento Rastafari y llevaron sus letras y música hacia una línea más consciente y de vuelta a sus raíces, "roots".